# Iconographie de la Grande Pêche et des Terre-neuvas

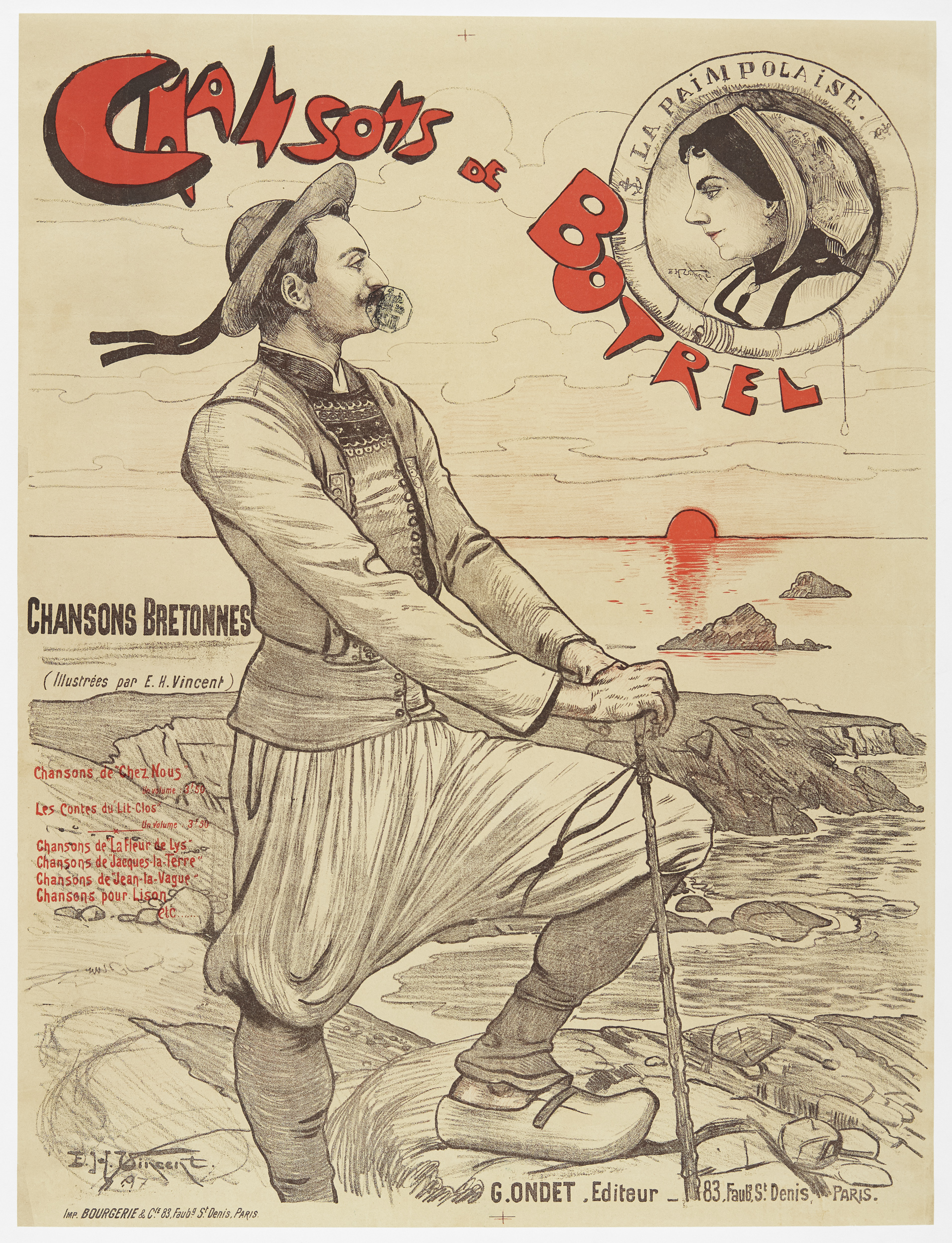
Affiche des Chansons de Botrel, (1897, Musée de Bretagne, Rennes.)

 (février 2024).
La mise en forme du texte ne suit pas les recommandations de Wikipédia : il faut le « wikifier ».
Les points d'amélioration suivants sont les cas les plus fréquents :
- Les titres sont pré-formatés par le logiciel. Ils ne sont ni en capitales, ni en gras.
- Le texte ne doit pas être écrit en capitales (les noms de famille non plus), ni en gras, ni en italique, ni en « petit »…
- Le gras n'est utilisé que pour surligner le titre de l'article dans l'introduction, une seule fois.
- L'italique est rarement utilisé : mots en langue étrangère, titres d'œuvres, noms de bateaux, etc.
- Les citations ne sont pas en italique mais en corps de texte normal. Elles sont entourées par des guillemets français : « et ».
- Les listes à puces sont à éviter, des paragraphes rédigés étant largement préférés. Les tableaux sont à réserver à la présentation de données structurées (résultats, etc.).
- Les appels de note de bas de page (petits chiffres en exposant, introduits par l'outil «  Source ») sont à placer entre la fin de phrase et le point final[comme ça].
- Les liens internes (vers d'autres articles de Wikipédia) sont à choisir avec parcimonie. Créez des liens vers des articles approfondissant le sujet. Les termes génériques sans rapport avec le sujet sont à éviter, ainsi que les répétitions de liens vers un même terme.
- Les liens externes sont à placer uniquement dans une section « Liens externes », à la fin de l'article. Ces liens sont à choisir avec parcimonie suivant les règles définies. Si un lien sert de source à l'article, son insertion dans le texte est à faire par les notes de bas de page.
- La présentation des références doit suivre les conventions bibliographiques. Il est recommandé d'utiliser les modèles {{Ouvrage}}, {{Chapitre}}, {{Article}}, {{Lien web}} et/ou {{Bibliographie}}. Le mode d'édition visuel peut mettre en forme automatiquement les références.
- Insérer une infobox (cadre d'informations à droite) n'est pas obligatoire pour parachever la mise en page.

Pour une aide détaillée, merci de consulter Aide:Wikification.
Si vous pensez que ces points ont été résolus, vous pouvez retirer ce bandeau et améliorer la mise en forme d'un autre article.
 (février 2024).
L'iconographie de la "Grande Pêche" et des Terre-neuvas englobe toutes les expressions artistiques et culturelles associées à cette activité maritime. Le romantisme qui entoure la figure des marins a pu susciter les vocations de nombreux pêcheurs, comme en témoigne Joseph Lecoeur dans ses mémoires.
À partir des années 1890, de nombreux chants, poèmes, entrent en résonance avec les images plus ou moins réalistes des cartes postales, et construisent l’image stéréotypée du pêcheur « aux grands bancs » avec son « ciré », son suroît et ses sabots-bottes.
Parmi les chants se distinguent notamment les fameuses chansons de Théodore Botrel, dont la plus connue, La Paimpolaise. Les affiches qui accompagnent la diffusion des chant dressent également le portrait d'un homme breton, ici en costume traditionnel de Pont-l'Abbé, qui regarde la mer devant lui tandis qu'un médaillon en forme de bouée encadre une femme en buste portant la coiffe de Paimpol.
La vie des marins partagée avec ceux qui restent à terre, les familles, leurs épouses, leurs enfants est un sujet repris dans de nombreux médiums artistiques encore aujourd'hui, et qui témoigne de l'intérêt porté à la mémoire de ces pêcheurs.

## Littérature
La littérature sur les Terre-Neuvas évolue au cours du temps, du romantisme aux récits réalistes davantage nourris par les témoignages des marins.

### Du romantisme au témoignage
Le roman de Pierre Loti, Pêcheur d’Islande, édité en 1886 par Calmann-Lévy, semble être un des premiers du genre, consacré à une réalité encore méconnue, la grande pêche, alors que la Bretagne était encore peu fréquentée par les vacanciers. Largement diffusé à travers son édition de 1893, le roman forge l’imaginaire du lecteur avec 128 illustration d’Edmond Rudaux (1849-1908), inspirées de photographies de sa traversée de la région de Paimpol. Il est remanié pour des éditions destinées à la jeunesse.
Alfred Giron écrit par la suite un roman destiné aux jeunes lecteurs, De Cancale à Terre-Neuve, l’odyssée d’un petit mousse, publié par Eugène Ardent en 1887. Le mousse des Terre-Neuvas de M. D’Agon de la Contrie paraît ensuite en 1902, illustré de 84 gravures du prolifique illustrateur Alfred Paris. Il exalte les vertus des gens de mer et raconte l’histoire d’un orphelin misérable du Cotentin qui part à quatorze ans en campagne à Terre-Neuve et épouse à son retour une jeune voisine infirme dont il est épris.
Ces récits romantiques et exemplaires tranchent avec d’autres, nourris d'expérience vécue comme Sur les bancs de Terre-Neuve, écrit en 1893 par Knut Hamsun (1859-1952), et paru dans la Revue Blanche. L’auteur norvégien porte un témoignage frappant sur sa propre expérience, décrivant le lent écoulement du temps : « Nous n’étions pas des marins, nous autres, mais de simples pêcheurs. Un marin voyage, et, quelque longue que soit la traversée, finit toujours par arriver quelque part ; tandis que nous, nous ne bougions pas de la même place, nos ancres enfoncées dans les sables. » Par la suite, Anatole Le Braz relate, dans une nouvelle intitulée Pâques d’Islande (1897), l’histoire d’un marin de La Roche Jaune pour qui les fêtes de Pâques sont assombries par la mort tragique de son frère, sur les bancs à bord de la goélette Miséricorde.
Par la suite, un roman remporte un succès comparable à celui de Pêcheur d’Islande : Capitaines courageux, une histoire des bancs de Terre-Neuve, écrite par Rudyard Kipling. Publié en feuilleton dans le Pearsons Magazine en 1896-1897, son succès lui permet d’être diffusé en français en 1897, pour finalement paraître dans une version illustrée par Gorguet.

### Romans engagés

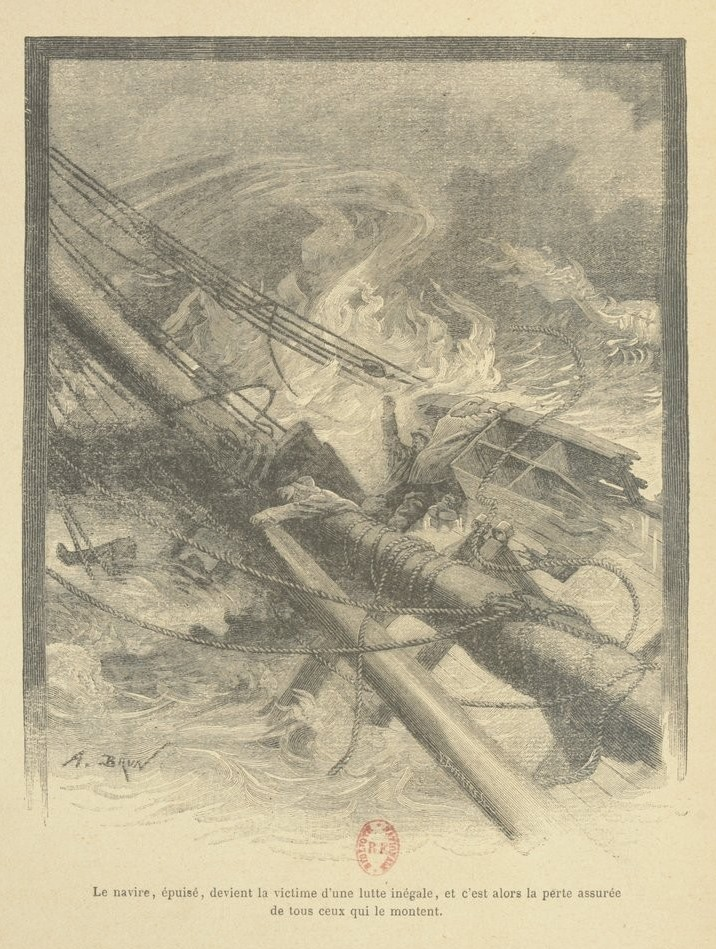
Gravure extraite du livre Nos pêcheurs de haute mer écrit en 1908 par Alexandre Acloque : "Le navire, épuisé, devient la victime d'une lutte inégale, et c'est alors la perte assurée de tous ceux qui le montent".

Au-delà du témoignage, quelques romans témoignent de l’engagement social de leurs auteurs. Celui de Léon Berthaut paru en 1904, Fantôme de Terre-Neuve, a pour héros un marin-pêcheur des bords de Rance amoureux de sa cousine. L’ouvrage est illustré de 14 dessins de Mathurin Méheut. Léon Berthaut, Havrais installé à Rennes, fonde le groupe de la Ligue maritime française et tente d’améliorer la condition des pêcheurs. Ici, la fiction prolonge le témoignage et s’inscrit dans une perspective militante : l’auteur s’est réellement rendu à Terre-Neuve et Saint-Pierre-et-Miquelon. On glisse ici vers une forme de roman engagé, qui décrit la vie et le courage d’hommes vivant dans des conditions difficiles.
Pour rendre leur propos plus crédible, ces livres engagés s’appuient ensuite à la fois sur la gravure et sur la reproduction de photographies en phototypie.
Ainsi Pierre Giquello écrit Le Navire-église-hôpital consacré à sa première campagne (Mame, 1901) qui prolonge l’action des Œuvres de Mer. Alexandre Acloque dans Nos pêcheurs de haute mer (même éditeur, 1903) développe quant à lui les conditions matérielles des pêcheurs, évoquant aussi l’alcoolisme. Charles Le Goffic publie Deux tableaux de la Vie Terre-Neuvienne dans La Revue des Deux Mondes en 1903 : La Louée de la mer et Une traite d’enfants au XXe siècle. Ces textes évoquent respectivement le recrutement des marins et le traitement des graviers.

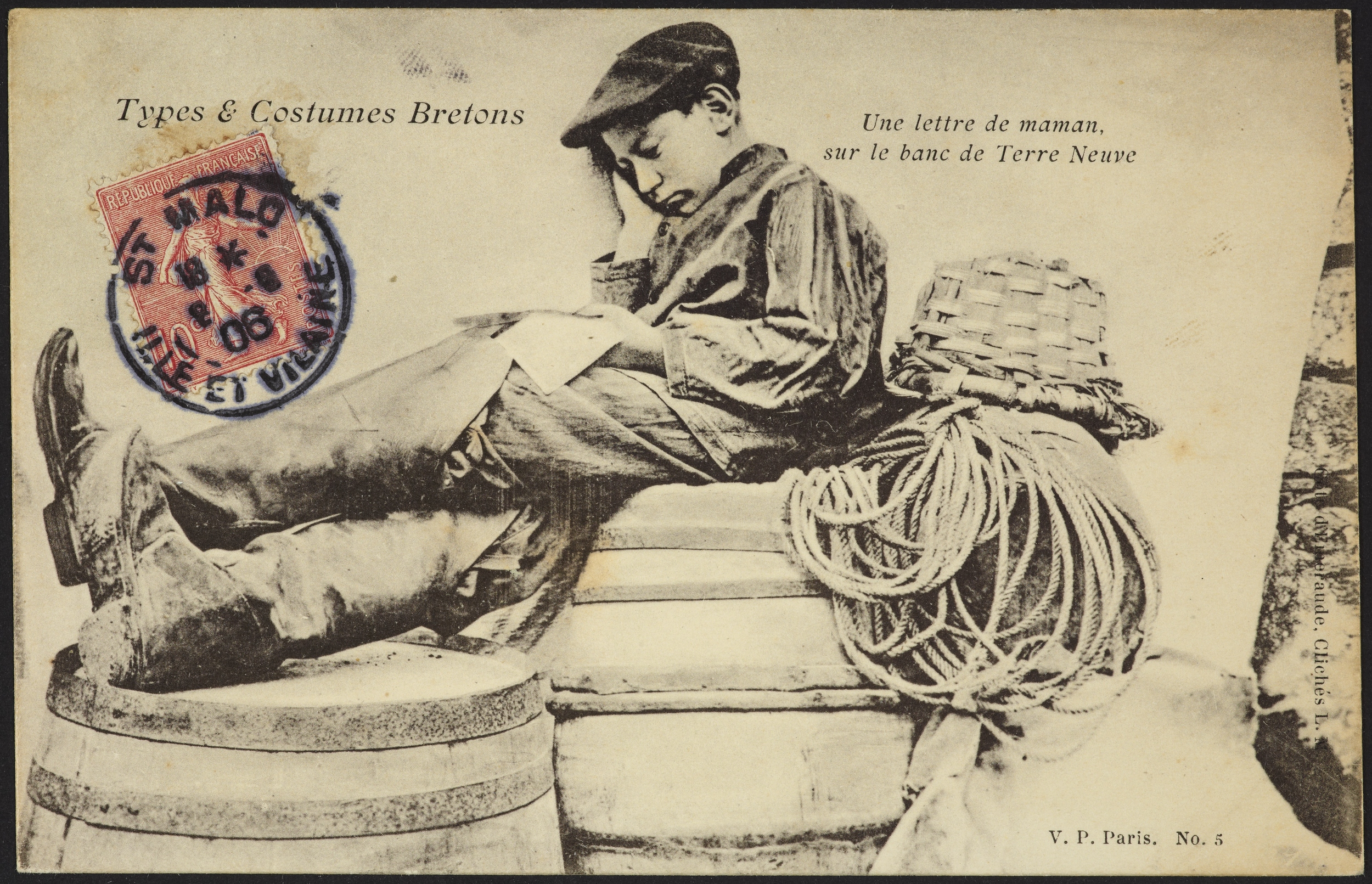
Carte postale: Saint-Malo, pêcheur de Terre-Neuve, datée du 8 août 1908, représentant un mousse.

À ces travaux font écho les ouvrages au ton dénonciateur du Père Yvon (Jean-Marie Le Quéau, 1888-1955) qui publie Les Pêcheurs de Terre-Neuve et du Groenland en 1935 et Avec les bagnards de la mer, après la Seconde Guerre Mondiale.
Dans En dérive (1931) dédié au capitaine Fernando dont le témoignage nourrit son livre, Roger Vercel (1894-1957) évoque la disparition de deux dorissiers manquants au retour de campagne. Il publie ensuite Au large de l’Eden (1932), Jean Villemeur (1939), La clandestine (1941), Rafales (1946).
En 1977, le témoignage Le Grand métier publié dans la collection Terre Humaine, ouvre la voie à d’autres récits d’anciens marins.
Joseph Lecoeur qui a commencé sa carrière de mousse au début du XXe siècle et la termine en tant que capitaine publie également ses mémoires intitulés Carnets de Terre-Neuve.

#### De nouvelles formes de récit
Aujourd’hui, la bande dessinée consacre également des albums à la vie des Terre-Neuvas.
Plusieurs albums de la série Entre terre et mer de Pascal Bresson, illustrés par Erwan Le Saëc et colorisés par Axel Gonzalbo sont parus aux éditions soleil en 2015 : Le Jeune saisonnier, Le Vieux Terre-Neuvas, La Belle lavandière.

## Chants et témoignages oraux

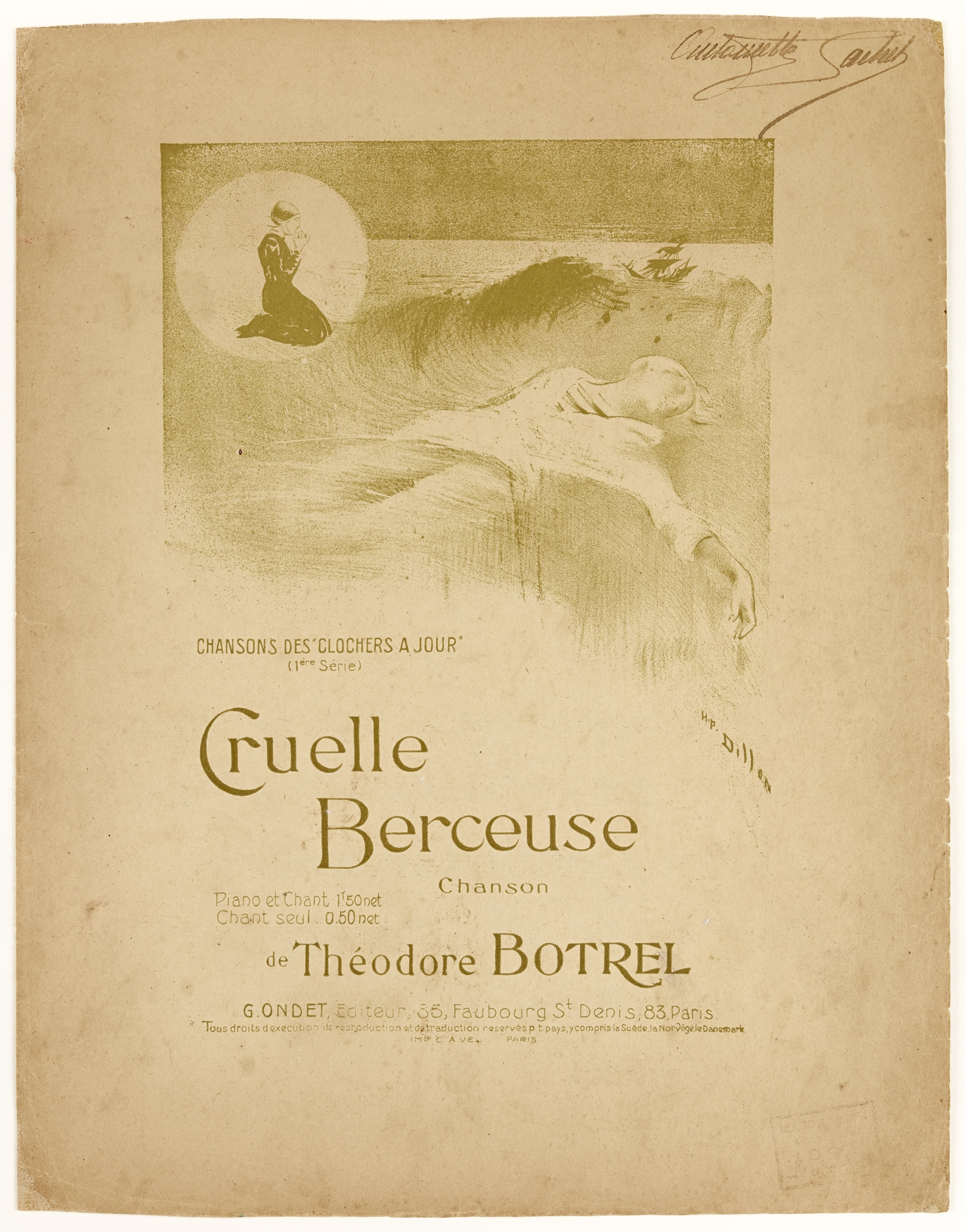
Page de couverture de la partition "Cruelle Berceuse" de Théodore Botrel.

La littérature sur les Terre-Neuvas a inspiré et nourri d’autres champs culturels. La chanson La Paimpolaise est notamment inspirée par le roman Pêcheur d’Islande : Théodore Botrel (1868-1925) l’écrit en 1895,. Elle devient éminemment fameuse et crée l’imaginaire de ce qu’on appelle alors le « grand métier ».
Ces chants recouvrent parfois une portée sociale : grâce à La Paimpolaise, l’opinion nationale s’émeut du sort tragique des familles des Islandais disparus en mer.
La première page de l'in-folio de la chanson Cruelle Berceuse représente un marin noyé reposant sur une vague, et évoque le deuil d'une femme de marin.
D’autres chansons succèdent à celles de Botrel et s'inspirent également d’œuvres littéraires: c'est le cas des Gâs de Saint-Malo ainsi que du Gabier de Terre-Neuve, adaptés des Petits Graviers.
Certains chansonniers portent leur attention sur les conditions de vie des marins. Les chansons de Yann Nibor le Malouin, Les Quatre Frères et l’Ella ou Le petit Jean-François ainsi que Sur les bancs de Terre-Neuve apparaissent. Gaston Coûté écrit une complainte sur l’air des Marins de Groix qui dénonce les conditions de vie, et le salaire des Terre-Neuvas.

## Peinture
Les Terre-Neuvas sont également représentés dans la peinture, et ce jusque dans les salons de peinture parisiens.

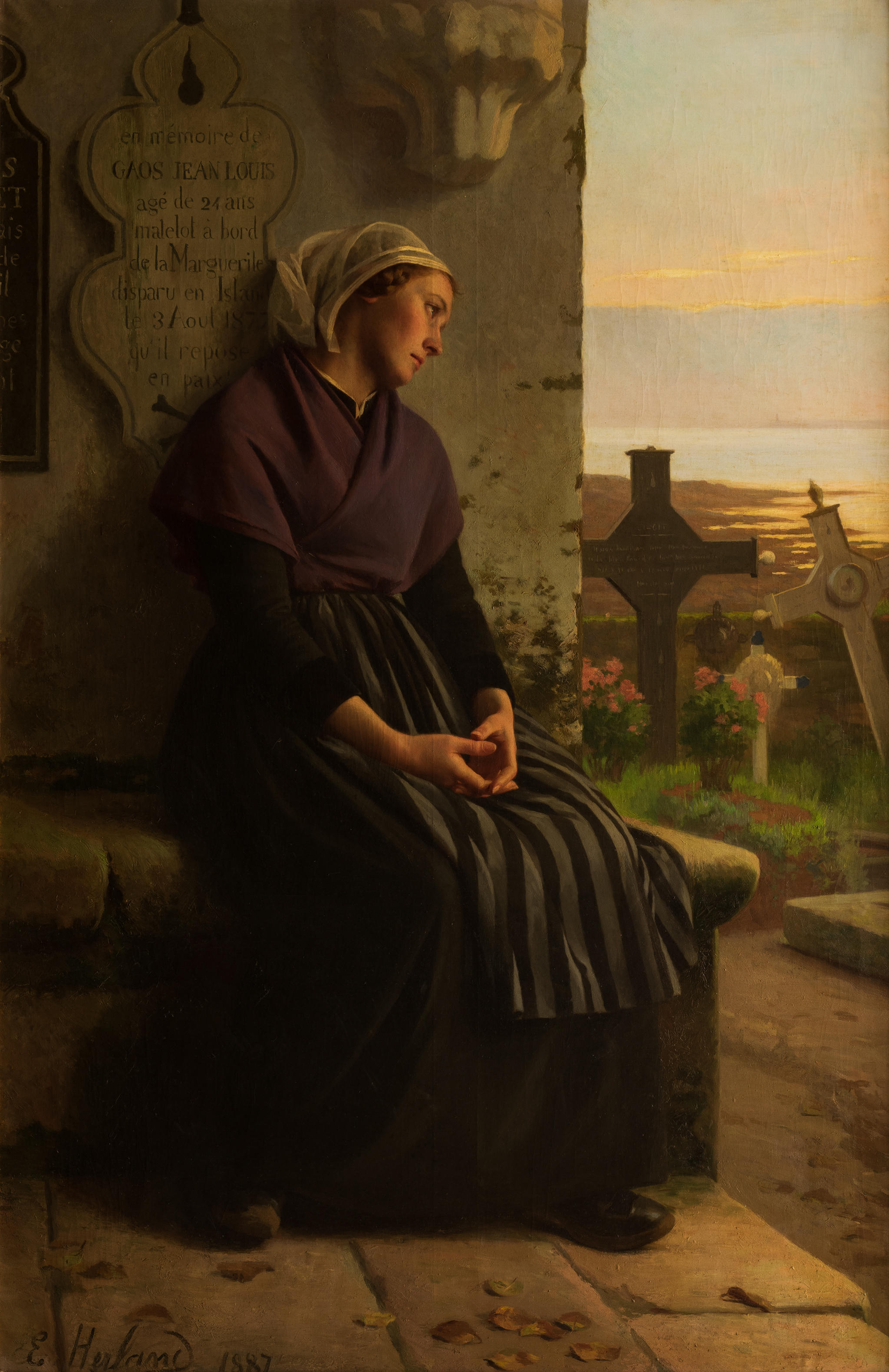
Emma Herland, Gaud Mevel, Huile sur toile, 1887, Musée de Laval.

Emma Herland (1855-1947), femme peintre d’origine normande établie dans le Finistère, a régulièrement exposé des toiles d’inspiration bretonne dans les salons parisiens et régionaux. À cette période, le sujet de la femme de marin attendant patiemment le retour de son époux en regardant la mer revient assez régulièrement dans les peintures d’inspiration bretonne et le traitement d’Emma Herland en est très académique.
Son tableau Gaud Mevel, achevé en 1887, est lui aussi inspiré d’un passage de Pêcheur d’Islande. En 1912, répondant à une commande de son frère, alors maire de Paimpol, elle réalise trois panneaux décoratifs, dont l’un représente une paimpolaise, main sur le front, regardant la mer en attendant son époux, image éponyme de la femme de marin. La portée de ce roman a donc été considérable pour la constitution des imaginaires entourant les Terre-Neuvas, jusque dans la peinture.

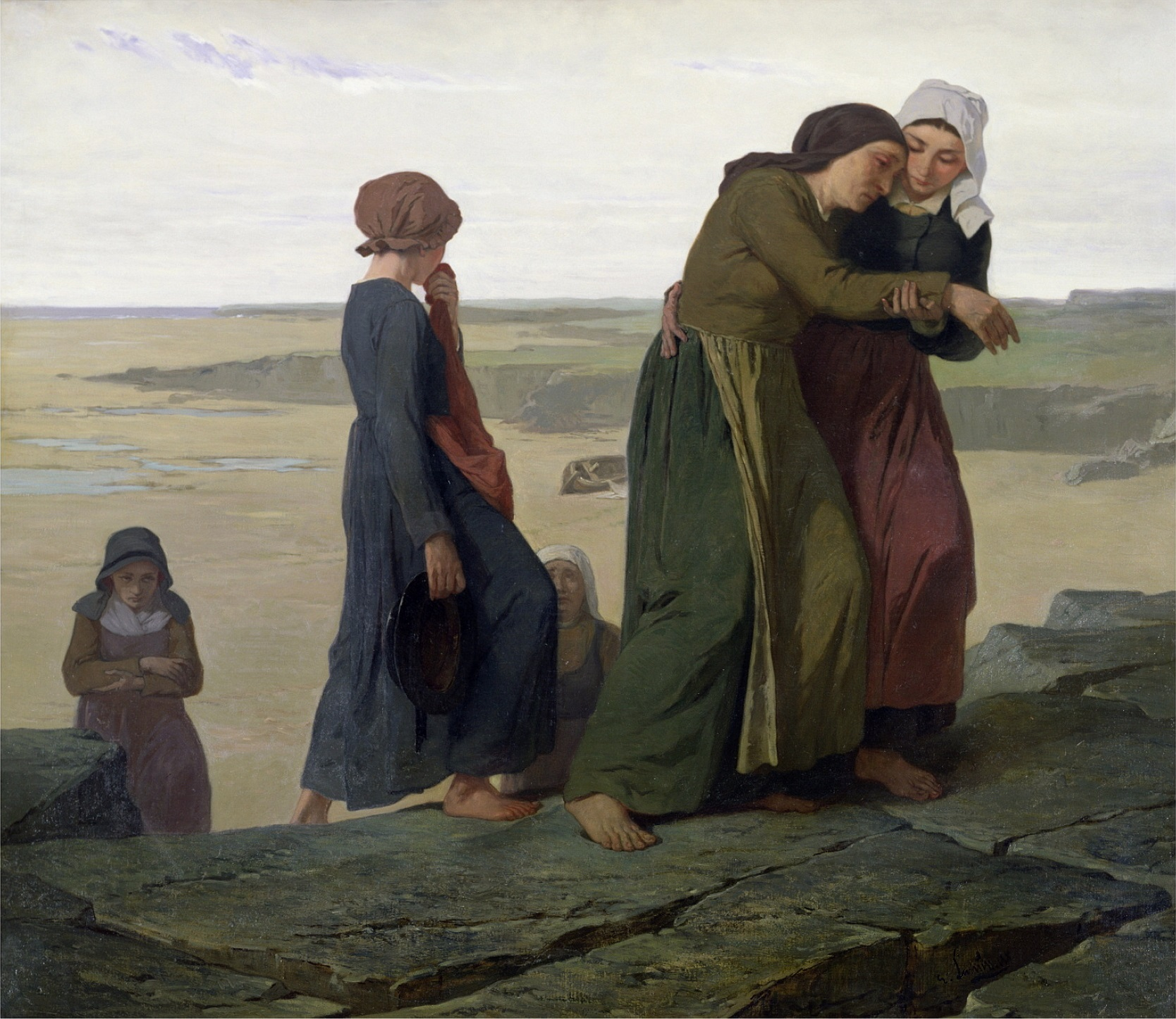
La Veuve d'Evariste-Vital Luminais, vers 1865, huile sur toile,, Musée d’Orsay, Paris.

Ces sujets romantiques et dramatiques permettent de peindre la Bretagne et les bretons: les marins sont aussi dépeints à travers le point de vue des familles restées à terre, des jeunes femmes endeuillées.
Évariste Luminais, choisit aussi de représenter le thème de l’absence, plus de vingt ans avant les peintures d'Emma Herland. L'aspect dramatique de ses sujets est encore plus affirmé. Dans La Veuve (vers 1865, musée d’Orsay, Paris), le peintre représente le moment où l’épouse devient veuve, et s’en revient de la côte si affligée par la nouvelle qu’elle ne peut marcher sans soutien.

## La représentation de la grande pêche au cinéma
Dès le début du XXe siècle, le cinéma s'intéressa à la thématique de la grande pêche, notamment à travers l’adaptation du roman Pêcheur d'Islande de Pierre Loti, publié en 1886.

### Les adaptations dePêcheur d'Islande
Au début du XXe siècle, de nombreux réalisateurs comme Henri Pouctal, Victor Fleming, Pierre Guerlais et Pierre Schoendoerffer vont chercher à adapter la tragique histoire d’amour entre Yann, un pêcheur de Paimpol, et une jeune fille nommée Gaud. Malgré leurs différences sociales, le jeune couple décide de se marier, avant qu'Yann ne reprenne la mer. Cependant, le naufrage de son navire entraîne sa mort, laissant Gaud errer chaque jour sur la côte, espérant un miracle.

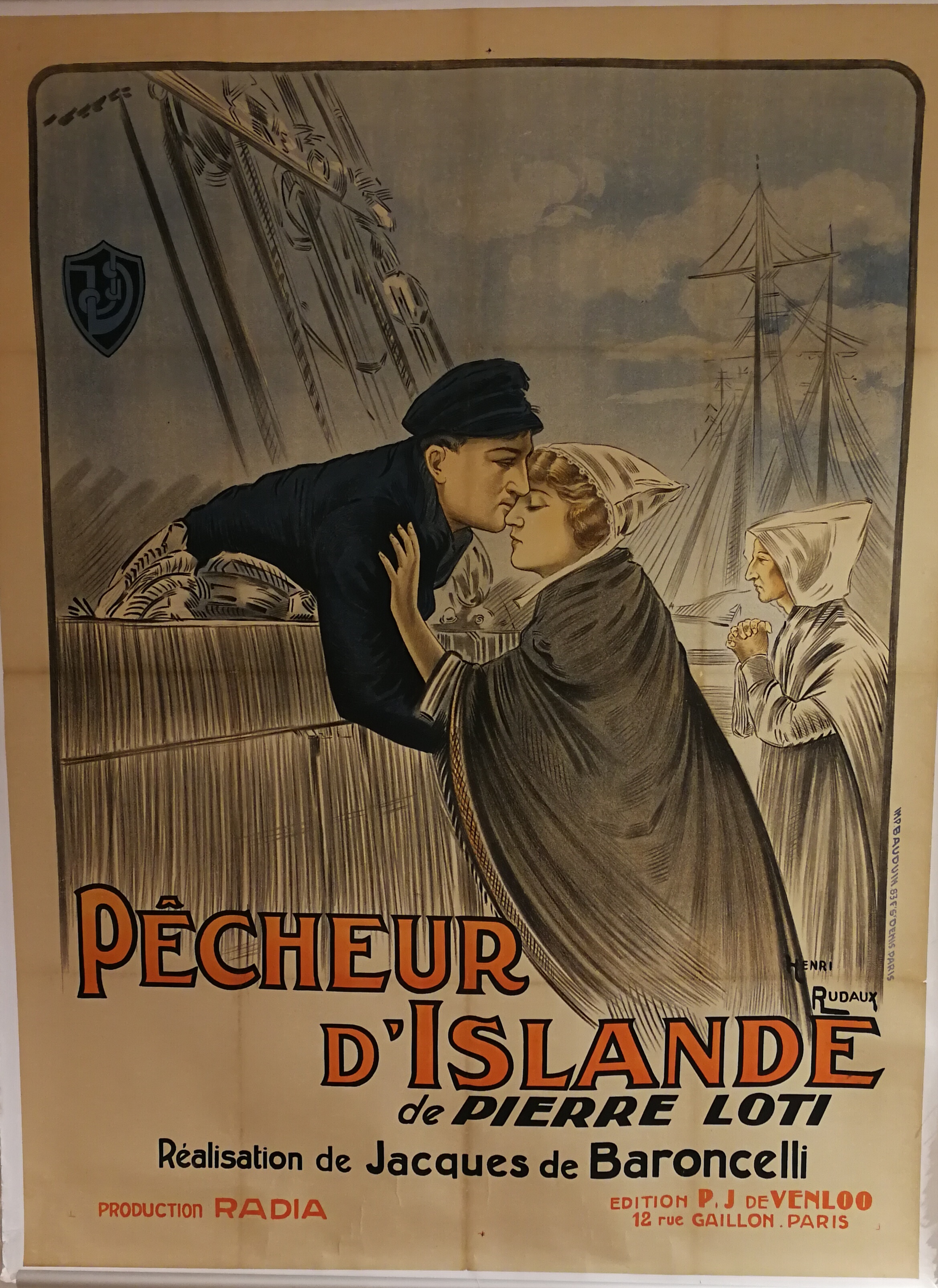
Affiche du film Pêcheur d'Islande (1924)

Le roman est adapté une première fois en 1915 par Henri Pouctal. En 1924, une nouvelle adaptation est par Jacques de Baroncelli, dans lequel Charles Vanel et Sandra Milovanoff incarnent respectivement les rôles principaux de Yann et de Gaud Mével. Filmé en 35 mm, le long métrage mélange des scènes tournées en studio avec des prises de vue réalisées dans la ville de Paimpol, où de nombreux habitants ont servi de figurants. L'un des armateurs locaux, François Dauphin, met à disposition ses goélettes pour les besoins du tournage, répétant cette collaboration pour l'adaptation de 1933 dirigée par Pierre Guerlais. De nombreux lieux autour de Ploubazlanec sont utilisés pour les besoins du film comme chapelles de Perros Hamon et de La Sainte-Trinité, le hameau de Pors-Even, ainsi que la Tour de Kerroc’h, où Gaud scrute le départ de Yann.
L'absence des marins et l'inquiétude de leurs épouses sont au cœur des préoccupations et de nombreuses allusions évoquent les rudes conditions de vie en haute mer. La particularité de cette version vient du choix du réalisateur à détourner des images provenant des opérateurs Pathé, notamment la séquence «Une noce en Bretagne» dépeignant un mariage breton au début du XXe siècle. Tournée à Landévant, la scène immortalise la célébration d’un double mariage devant l’église paroissiale, suivi du banquet dans un champ où les convives dansent autour d'un joueur de biniou. Cette composante documentaire s'avère extrêmement précieuse, révélant la réalité sociale de Paimpol et les techniques de pêche à la morue à travers des scènes de travail à bord des goélettes, de la pêche à la ligne et au chalut jusqu'au processus de tranchage du poisson.

### Les documentaires sur la pêche à la morue
À partir des années 1930, de nombreux cinéastes amateurs bretons témoignent des dures conditions de vie des marins à travers la réalisation de reportages.
Né sous le nom de Jean-Marie Le Quéau, mais mieux connu sous le pseudonyme du père Yvon (1888-1955), ce capucin ordonné prêtre en 1921, se consacre d'abord à la prédication en langue bretonne dans les missions paroissiales, avant d'embarquer sur la goélette-hôpital Saint-Yves de la Société des Œuvres de Mer à partir de la décennie 1930. Témoin de l’existence rude des marins et de leur isolement, il se met à leur service en s’occupant du courrier, et devient également animateur sur « Radio-Morue ». Le père Yvon s’empare du cinéma pour mieux témoigner des conditions de vie des pêcheurs, suscitant ainsi l'hostilité des armateurs. Avec sa caméra de 16 mm, il réalise entre 1934 et 1937 son documentaire «Marins Pêcheurs», capturant de manière authentique la vie quotidienne périlleuse à bord des navires ainsi que les techniques de pêche, depuis la minutieuse préparation des appâts et des lignes jusqu'aux différentes étapes du traitement du poisson à bord.
Henri Lerède (1902-1983) est le capitaine du trois-mâts goélette Lieutenant-René-Guillon, basé à Saint-Malo, avec lequel il a pris part à huit campagnes de pêche. C’est au cours de ses voyages qu'il réalise un film muet, «Pêche à Terre-Neuve». Tourné en 1935 avec une caméra 8 mm, ce documentaire constitue un document riche en information sur le métier des Terre-Neuvas. Le film débute par le défilé d'une fanfare qui anime les quais du port de Saint-Malo, suivi d'une cérémonie de bénédiction de la mer. À bord de la goélette, le spectateur est immergé dans la vie quotidienne et le travail à bord, ponctués par des moments de détente interrompus par les tempêtes et la périlleuse navigation sur les mers glacées. Plusieurs séquences montrent la préparation des lignes et des appâts, la descente des doris, ainsi que le déchargement et le dépeçage de la morue. Entre deux scènes de travail, Henri Lerède n’hésite pas à dévoiler les coulisses d’une existence en mer à travers la pêche au dadin, la lecture du courrier et les rares moments de distractions, tels que le tir aux pigeons sur les goélands ou la danse sur le pont au rythme d'un accordéon.
Anita Conti, océanographe et photographe française, est la seule femme à avoir pu participer à la grande pêche à Terre-Neuve. En 1952, elle embarque sur le chalutier fécampois Bois-Rosé pour suivre une campagne de pêche. Elle est alors missionnée par l'Office central des pêches scientifiques pour établir des cartes de pêche et étudier la salinité de la mer. De cette expérience, elle publiera son premier livre, intitulé Racleurs d'Océans, d’après le nom de son journal de bord. Pendant l'expédition, elle se fond parmi les marins et observe de près leurs us et coutumes, tout en participant aux tâches quotidiennes telles que le dépeçage de la morue. Le film tiré de cette expérience témoigne d'un profond respect et immortalise leur vie à bord, le tout teinté d’une approche ethnographique et historique. Elle les décrit comme : « [des] hommes de premier plan capables de coopérer pendant des mois, même dans des conditions maritimes parfois difficiles, pour fièrement ramener la morue au port. » Son travail est également imprégné de préoccupations écologiques. Anita Conti dénonce la surexploitation des ressources halieutiques et le rejet de certains poissons jugés impropres à la consommation. Son documentaire témoigne, ainsi, des derniers soubresauts d’un métier aujourd’hui disparu.
Les nouvelles méthodes industrielles de la pêche à la morue sont capturées par la caméra du réalisateur Loïc Chantereau (né en 1925) dans son film «Le grand métier ». Tourné en 8 mm et en couleur, ce Normand embarque à bord du chalutier Jacques Cœur en 1958. Il observe l'expérimentation de la congélation de la morue, ainsi que l'utilisation de diverses machines pour découper les filets de poisson de manière industrielle, mettant en avant le rôle central du mécanicien dans cette nouvelle activité commerciale. Son œuvre annonce l'avènement des navires-usines. Néanmoins, Chantereau ne néglige pas de filmer des scènes plus traditionnelles, telles que le Pardon de la Saint-Pierre ou l'arrivée du courrier par chaloupe depuis un navire militaire.
Le capitaine Victor Horel s’empare de la caméra à la fin des années 1960 pour mettre en lumière avec sa caméra Super 8, la rivalité entre les différents chalutiers venant du monde entier pour s’accaparer la richesse des ressources halieutiques. Aujourd’hui, l’un des derniers représentant des Terre-Neuvas est l’ancien capitaine Lionel Martin, qui participa à 75 campagnes à Terre-Neuve. Désireux de faire perdurer la mémoire de ces hommes de la mer, cet écrivain est l’un des rares cinéastes amateurs à proposer l’intégralité du traitement de la morue, depuis la salaison du poisson jusqu’à son conditionnement. Ces films et documentaires sont ainsi devenus une source importante pour comprendre le monde des Terre-Neuvas et de la pêche à la morue. Un très grand nombre de ces films sont archivés sur le site de la Cinémathèque de Bretagne.

## Série télévisée
La vie rigoureuse des pêcheurs de Terre-Neuve a été transposé à l'écran à travers le feuilleton «Entre terre et mer», diffusé sur France 2 à partir du 22 décembre 1997. Cette série en six épisodes plonge les spectateurs dans l'histoire de Pierre, un paysan des monts d'Arrée qui brave les dangers de la pêche en haute mer, et de sa rencontre passionnée avec Marie, une lavandière de Saint-Malo, marquée par la perte de son mari en mer. Acclamée par le public, cette saga maritime a attiré des millions de téléspectateurs à chaque diffusion, tout en recevant les éloges de la presse et du monde professionnel lors de la prestigieuse cérémonie des Sept d'Or de 1998, où elle a remporté les prix de la meilleure série, du meilleur réalisateur et du meilleur scénariste. Tourné en 1996 sur l'île aux Marins à Saint-Pierre et Miquelon, le tournage a nécessité une équipe conséquente, impliquant de nombreux locaux en tant que figurants. Certaines scènes ont également été filmées dans des studios à Boulogne, où le poste d'équipage a été recréé sur la base d'aquarelles de Jean Delpech. Pour restituer fidèlement la vie des marins d'autrefois, le réalisateur Hervé Baslé s'est minutieusement documenté, recréant les costumes d'époque, nettoyant les gravures et affrétant même une goélette pour les besoins de la série, offrant ainsi une immersion authentique dans la vie des communautés de pêcheurs du littoral breton des années 1920.

## Théâtre
Aujourd'hui, de nouvelles formes de création cherchent à perpétuer la mémoire des Terre-Neuvas, à commémorer les noms de ceux qui ont lutté pour les conditions de travail des marins.
Georges Langford a réalisé un spectacle en 2014 en hommage au Père Yvon, intitulé Radio-Morue, reprenant le format de l’émission Radio-Morue,. Dans ce cadre, plusieurs des films amateurs de ce dernier, tournés entre 1934 et 1937, étaient projetés sur la musique de Jacques Pellen, guitariste et compositeur qui mélange influences celtes et jazz.

## L'Exposition Universelle de 1900

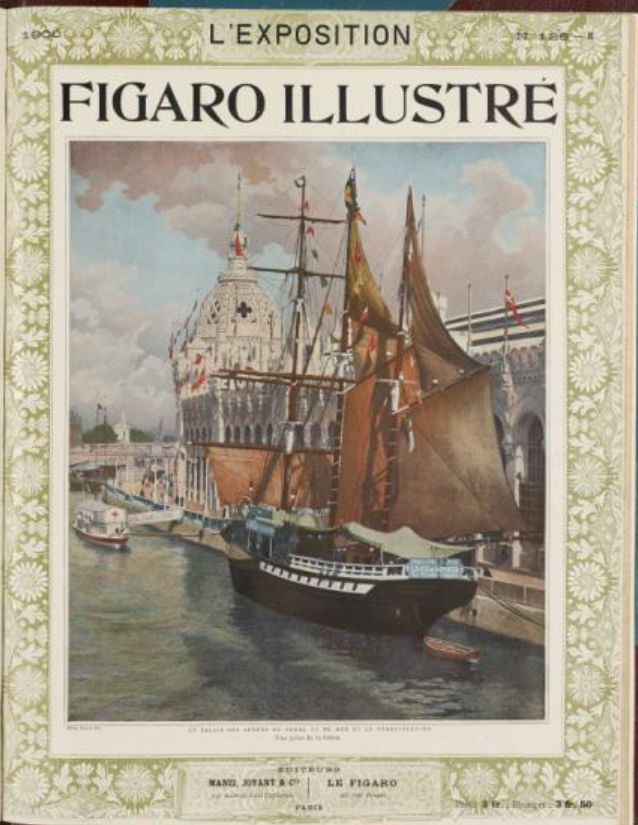
Une du Figaro illustré représentant les "Deux Empereurs" durant l'Exposition Universelle de 1900.

En 1900, les eaux de la Seine accueillent l'arrivée d'un trois-mâts goélette nommé le Deux Empereurs. Érigé à Fécamp en 1863, il est acquis par Georges Beust, un armateur granvillais et directeur de la sècherie de Saint-Pierre-et-Miquelon. Désigné par le ministre des Colonies de l'époque, Albert Decrais, Beust se voit confier le commissariat de l'exposition de Saint-Pierre-et-Miquelon pour l’Exposition Universelle. Saisissant cette opportunité, il décide de mettre en avant la pratique de la grande pêche en présentant son navire qui a réalisé plusieurs campagnes de pêche dans la région de Terre-Neuve jusqu'en 1899. De plus, étant en fin de vie, il peut accueillir un public à bord et apparait comme un excellent moyen de promouvoir cette activité commerciale. Une série de travaux est entamée afin de restaurer le navire et de faciliter l'accueil des visiteurs. En mars, le Deux Empereurs met les voiles vers Paris en remontant le fleuve.
Amarré à côté du palais des Armées de terre et de mer, le navire sert de lieu d’exposition. De nombreux instruments et vêtements sont présentés au public. Afin d’immerger le visiteur, de petits documentaires muets, commandés par Georges Brast à bord de ses voiliers au large de Granville sont diffusés sur le navire pour illustrer le métier et la vie des Terre-Neuvas. La presse, et notamment Le Figaro Illustré qui représente les Deux Empereurs dans l’une de ces unes consacrée à l’Exposition Universelle, témoigne de son enthousiasme quant à la présence de ce morutier sur les eaux de la Seine, en mettant en avant son exposition didactique auprès du public. Des visites guidées sont organisées par les marins eux-mêmes qui témoignent de leur travail et des conditions de vie en mer : « Dès que le poisson s’amène, on lui arrache la langue, on lui tire le sang, puis on le lance au saleur qui le dispose en piles serrées » ; « (…) Je suis le plus vieux pêcheur de Granville. Bien que mon métier soit pénible et bien souvent dangereux, je l’aime et jamais je ne pourrais l’abandonner». » Joseph Encoignard, matelot de 48 ans.

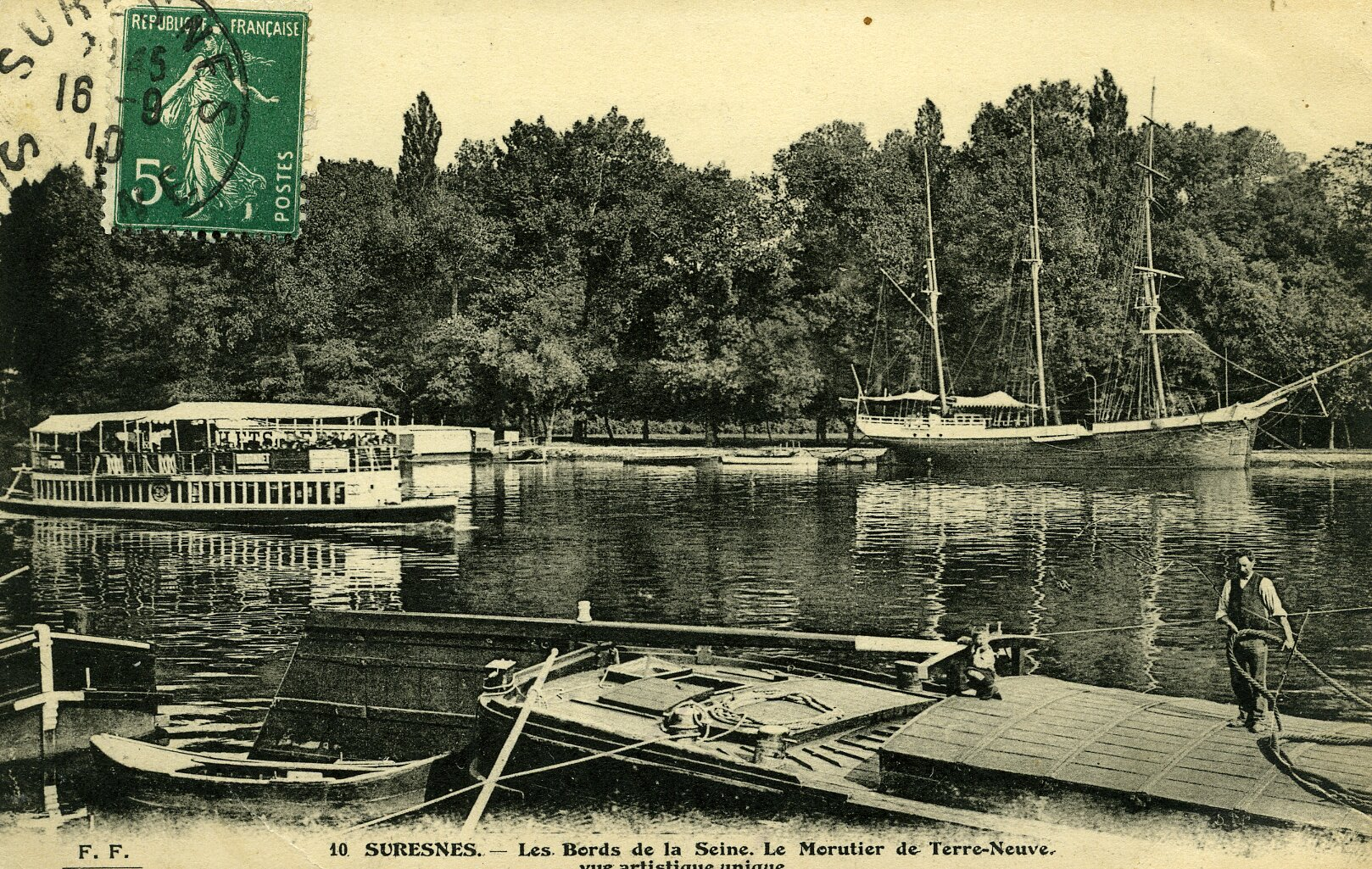
Carte postal montrant le "Deux Empereurs" sur les bords de Seine en 1910

L’exposition une fois terminée, le navire est remorqué jusqu'à Suresnes où il devient un lieu de plaisance. Cette réutilisation du navire témoigne de sa capacité à trouver de nouvelles fonctions même après la fin de sa carrière active dans la pêche. En servant de ponton, le Deux Empereurs continue à avoir une utilité, offrant un espace supplémentaire pour les activités de plaisance sur la Seine.

## Muséification et bateaux musées

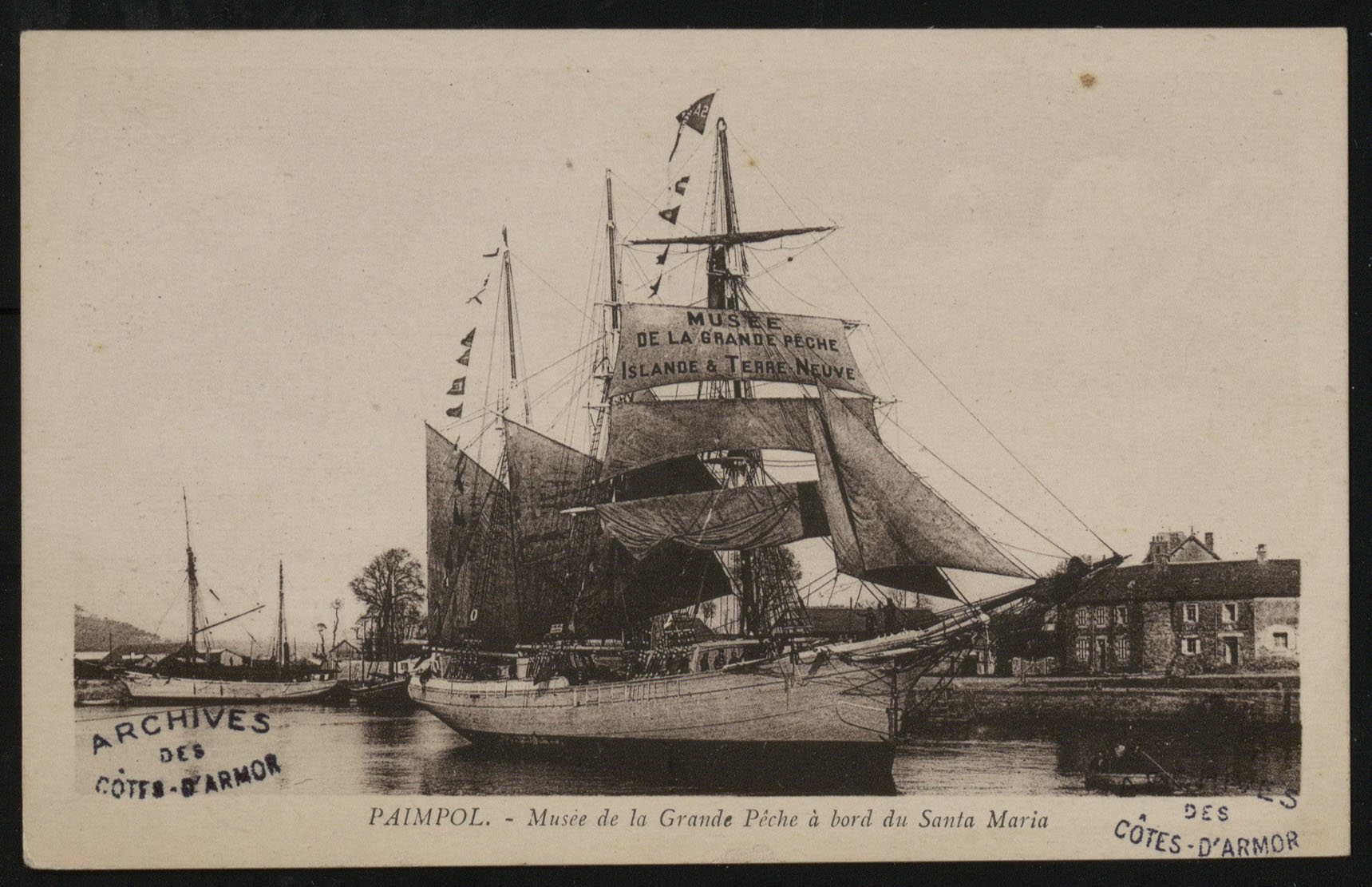
Carte postale du Musée de la Grande Pêche à bord du Santa Maria à Paimpol.

La muséification des morutiers débute bien avant la disparition de la grande pêche à Terre-Neuve. En 1933, l’armateur François Dauphin transforme le trois-mâts cancalais le Santa Maria en un musée flottant consacré à la grande pêche. Géré par la Société des Dioramas de la Grande Pêche, le Musée est inauguré à Paimpol le 31 mars 1934. Le peintre de marine Roger Chapelet réalisa pour l’occasion quatorze dioramas accompagné d’objets du quotidien des marins.

« Cette pêche-là ne vivra plus bientôt que dans les souvenirs des vieux retraités. Aussi convient-il de féliciter la Société des Dioramas de la Grande Pêche - Islande et Terre-Neuve, d’essayer de la perpétuer dans la mesure de ses moyens. Au siège de la société, sur le terre-neuvas Santa-Maria, amarré dans le port de Paimpol, seront exposés des dioramas destinés à fixer pour l’édification des visiteurs les scènes les plus caractéristiques de la pêche sur les bancs. Ces dioramas sont l’œuvre de Roger Chapelet qui joint à son talent d’artiste l’expérience de la navigation. C’est assez dire que la vérité dans les moindres détails des gréements a été scrupuleusement respectée. Nous avons eu l’heureuse fortune de voir les maquettes dans l’atelier montmartrois de leur auteur (.... »

— Extrait du texte de l’article de Georges Mouly, dans la revue Le Yacht, du 24 février 1934
Le musée est itinérant et passe par de nombreuses villes comme Saint-Malo. En 1937, il est remorqué jusqu’à Paris pour l’Exposition Universelle où il est amarré au Quai d’Orsay, près du pont Alexandre III. En 1939, il est transformé en restaurant à Trouville, puis sert de cible pour les aviateurs allemands qui le coulent dans la baie de Seine en 1941. Autre navire transformé en musée, le trois-mâts goélette France, devenu en 1934 le « Musée du Terre-Neuvas ». Échappant aux destructions lors de la Seconde Guerre mondiale, le navire servit comme lieu de tournage pour plusieurs films puis fut transformé en casino en baie de Villefranche avant de couler en 1963.
Il faut attendre les années 1990 pour voir un nouveau bateau transformé en musée. En 1994 le Victor-Pleven, un chalutier construit en Pologne en 1974, est mis en vente à Saint Malo après que les pêcheurs français perdent leur droit de pêche dans les eaux de Terre-Neuve. Denis Konnert, propriétaire de l'aquarium de Vannes achète le navire en 1994 et le transforme en musée consacré à la vie des Terre-Neuvas. Arrivé à Lorient en 1996, le musée ne reçoit pas le succès escompté et ferme ses portes au début des années 2000, après son rachat par la communauté d’agglomération de Lorient. Faute d’une restauration jugée trop coûteuse, le dernier chalutier de Terre-Neuve est remorqué à Gand en 2008 pour y être détruit.